# Glossaire
Un glossaire est étymologiquement un recueil de gloses, c'est-à-dire de termes étrangers ou rares associés à leurs définitions et centré sur un domaine dont il détaille les termes techniques spécifiques, comme l'informatique ou la médecine.

## Définition

Une page d'un glossaire médiéval de la Bible ayant beaucoup circulé (plus de 130 copies recensées), le Expositiones vocabulorum Bibliae de Guillelmus Brito.

Le mot « glossaire » est apparu au XVIe siècle (1581), sous la forme glosaire. Il est emprunté du latin glossarium, de même sens, lui-même dérivé du grec γλωσσα, signifiant « langue ». Il désignait anciennement un dictionnaire expliquant certaines gloses, des mots obscurs d'une langue par d'autres termes de la même langue. Le glossaire diffère du dictionnaire ou du lexique (ouvrages autonomes) car il est généralement relié à un texte qu'il cherche à éclairer. 
Les premiers glossaires apparaissent au VIe siècle ; en latin, ils visent à expliquer des termes de la Bible, de droit ou bien d'auteurs de l'Antiquité. 
Au XXIe siècle, le glossaire désigne l'indexation d'un dialecte, d'un patois, des mots propres à un domaine scientifique ou technique, du vocabulaire propre à un auteur. On peut ainsi parler de « glossaire de la médecine », qui désigne un répertoire de mots employés par les médecins, de « glossaire de Rousseau », qui répertorie une interprétation de la langue de cet auteur dans le langage contemporain, etc.
Le lexique est différent du glossaire. Il désigne l’ensemble des mots d’une langue, l’ensemble des lemmes. Il a donc une portée plus générale que le glossaire, qui est restreint à un domaine particulier.

## Méthode de construction
Le glossaire possède généralement un index. S'il s'agit d'une langue alphabétique, les mots sont rangés par ordre alphabétique pour simplifier la recherche, et surtout par confort. Souvent présenté et confondu avec le dictionnaire, les définitions du glossaire ne sont pas forcément les mêmes que dans un dictionnaire ; en effet, on donne la définition du mot dans le contexte dans lequel il est utilisé, ou le domaine auquel il se rapporte.  Ainsi, le mot verre n’aura pas la même définition dans un glossaire sur les matériaux que dans un glossaire d’optique, par exemple. C'est pourquoi il faut présenter dans le titre du glossaire à quoi il se rapporte. Par exemple, « Glossaire du bâtiment », « Glossaire de l'optique ».